# Document (oggetto XML DOM)
L'oggetto Document appartiene agli oggetti dell'XML DOM e  racchiude tutti gli oggetti presenti in un documento HTML.

## Proprietà
- alinkColor 	Specifica il colore Alink, cioè quello dei link attivati
- (solo Internet Explorer, non standard) all[] 	È un array che contiene tutti gli elementi del documento. document.all["elementID"] o document.all.elementID per accedere all'elemento
- anchors[] 	Un array che contiene tutte le ancore presenti
- applets[] 	Un array con tutte le applets presenti
- bgColor 	Specifica il colore di sfondo
- cookie 	Una stringa che permette di avere il nome del cookie inviato al momento del caricamento del documento
- domain 	Specifica il nome del server. Questa proprietà viene utilizzata per implementare controlli di sicurezza informatica
- embeds[] 	Un array con tutti i plug-in presenti nel documento attivati tramite il tag <embed>
- fgColor 	Specifica del colore di default del testo
- fileSize 	Specifica il valore in byte del corrente documento. In Windows è un valore numerico in MAC è un numero rappresentato da una stringa
- forms[] 	Un array con tutte le forme del documento
- images[] 	Un array con tutte le immagini
- lastModified 	Ritorna la data dell'ultima modifica del documento specificata dal server
- linkColor 	Specifica il colore dei link non visitati
- links[] 	Un array con tutti i link presenti nel documento
- plugins[] 	Uguale a embeds[]
- readyState 	Proprietà definita solo su IE4+ che specifica lo stato di caricamento del documento. Questa funzione ha 4 possibili valori di ritorno
  - uninitialized- Il documento non è stato ancora caricato
  - loading- Il documento sta per essere caricato
  - interactive- Il documento sta per essere caricato ma si può già interagire con esso
  - complete- Il documento è stato caricato
- referrer 	Una stringa che specifica il refer
- title 	Valore del titolo del documento, negli ultimi browser si può leggere e scrivere questa stringa
- url 	Una stringa che specifica il valore dell'URL
- vlinkColor 	Colore dei link visitati

## Metodi
- clear() Elimina tutti gli elementi presenti nel documento
- close() Chiude il documento aperto utilizzando documento.open()
- createAttribute("name") Crea un attributo che viene specificato nel parametro name
- createElement("tag") Crea un elemento del documento
- createTextNode("txt") Crea una stringa di testo
- focus() Focalizza l'attenzione su un elemento
- getElementsByName() Prende un oggetto definito dal parametro name
- getElementsByTagName("tag") Prende un array di oggetti definiti dal parametro TAG
- getElementById("ID") 	Permette l'accesso ad un elemento tramite il suo ID
- open([mimeType]) 	Prepara lo stream per il seguente document.write e permette di definire il MIME type del documento che di default è text/html
- write("string") 	Scrive in un documento che è stato precedentemente aperto
- writeln("string") 	Scrive in un documento che è stato precedentemente aperto ed inserisce un ritorno a capo alla fine della riga

## Eventi
- onClick Esegue del codice al momento del click del mouse
- onDblClick Esegue del codice al momento del doppio click del mouse
- onFocus Esegue del codice al momento del fuoco sul documento
- onKeyDown Esegue del codice al momento della pressione di un tasto della tastiera
- onKeyPress Esegue del codice al momento della pressione e del rilascio di un tasto della tastiera
- onKeyUp Esegue del codice al momento del rilascio di un tasto della tastiera
- onMouseDown Esegue del codice al momento della pressione di un tasto del mouse
- onMouseMove Esegue del codice in seguito al movimento del mouse
- onMouseOut Esegue del codice al momento dell'uscita del puntatore del mouse dall'area
- onMouseOver Esegue del codice quando il puntatore del mouse si trova nell'area
- onMouseUp Esegue del codice al momento del rilascio di un tasto del mouse
- onResize Esegue del codice al momento del ridimensionamento di una finestra

## Esempi
```
open
([
mineType
])

 
win2
=
window
.
open
(
""
)
 
//open blank window and write to it

 
win2
.
document
.
open
()
 
//open document stream

 
win2
.
document
.
write
(
"'''Some text'''"
)

 
win2
.
document
.
close
()

 
write
(
"string"
)

 
document
.
write
(
"This page\'s URL is "
+
document
.
URL
)

```